# ارفع کرمانی
سید محمود توحیدی (۱۳۲۲–۱۳۷۹) متخلص به ارفع فرزند مجدالسادات از شاعران معاصر کرمانی و فعالان عرصه شعر و غزل معاصر ایران به‌شمار می‌آید. تحصیلاتش در مقطع ابتدایی و متوسطه در زادگاهش بوده‌ و تحصیلات عالیه را در حوزه زبان و ادبیات فارسی تا مقطع کارشناسی ارشد در دانشگاه فردوسی مشهد گذرانده‌است. ارفع چهار سال پی در پی (۱۳۵۰–۵۴) به عنوان نویسندهٔ برتر کشور شناخته شد. از ارفع کرمانی غزل‌های زیادی باقی مانده که به دلیل گرایش‌های صوفیانه وی در حوزه عرفان قرار می‌گیرند. آنچه از نوشته‌ها و سروده‌های وی به جاست مجموعه غزل‌ها با عنوان «یاس‌ها و داس‌ها»، «دیوان اشعار»، «در شهر قصه هیچ عجیبی عجیب نیست»؛ و همچنین تألیفی  تحت عنوان «بحث انتقادی راجع به تشبیهات لیلی ومجنون نظامی و جامی» است. «یاس‌ها و داس‌ها» نخستین بار در ۱۳۷۹ به چاپ رسید و بارها با تجدیدنظر و تصحیحات  منتشر شد. در این مجموعه، ارفع تعدادی از غزل‌های خود را چاپ کرد و توانایی خویش را در سرودن غزل نشان داد. غلامحسین یوسفی که یکی از استادان دوران تحصیل ارفع در دانشگاه فردوسی مشهد بوده دربارهٔ شعر ارفع می‌گوید: «در غزل فارسی معاصر، شعرهای ارفع در شمار آثار خوب و خواندنی و برجسته است.
آرامگاه او در بهارستان هنرمندان کرمان است.
در یکی از آلبوم‌های علیرضا افتخاری که آهنگسازی آن را پسر ایشان در دست داشت، از شعرهای ارفع استفاده کردند که از این آلبوم استقبال فراوانی شد.
فرزند بزرگ وی به نام فواد توحیدی، نوازنده و مدرس تار، سه تار، تنبور، دف و سازهای کوبه‌ای و آهنگساز و پژوهشگر موسیقی نواحی ایرانی است. وی
با تشکیل گروه موسیقی ارفع و استفاده از اشعار پدر، برنامه‌های متعددی در سطح کشور و جهان ترتیب می‌دهد.
فرزند دیگر، عماد توحیدی، نوازنده دف و سازهای کوبه ای و آهنگساز ایرانی است.

## نمونه اشعار
معروف‌ترین غزل او چنین است:
| بی خبران خبر خبر، میکده باز باز شد    |  | نیمه شبی به درگهی دست کسی دراز شد   |
| شیخ فرود آمد از منبر وعظ و مرثیت      |  | مطرب عشق از میان هی زد و برفراز شد  |
| می رسدم ز هر طرف بانگ رباب و چنگ و دف |  | یار ز راه می‌رسد دمدمه نیاز شد       |
| چنگ به دامنش زدم عشوه نمود و بست در   |  | سنگ چو بر درش زدم صد در بسته باز شد |
| عشق چو سر برآورد خواجه به بندگی برد   |  | تاج سر سبکتکین خاک در ایاز شد       |
| سر وجود خال تو، مستی ام از خیال تو    |  | آینه جمال تو ساغر اهل راز شد        |
| طره کیمیا برد تاب و توان شمس را       |  | عشق حقیقی عاقبت ختم به این مجاز شد  |
| آینه وقت دیدنت بر دلش آه خیمه زد      |  | سرو چو دید قامتت خم شد و در نماز شد |
| ارفع اگر زدی به سر نعره کشیدی از جگر  |  | شکر خدا که عاقبت آه تو کارساز شد    |